# Pazin
Pazin (italsky Pisino, německy Mittelburg) je město v Chorvatsku na poloostrově Istrie na západě země. Leží přímo uprostřed poloostrova a je zároveň i administrativním centrem Istrijské župy.

## Historie
Poprvé je Pazin zmiňován v roce 983, a v roce 1374 se stal majetkem Habsburků. Město samotné bylo vystavěno okolo pevnosti (Kaštelu), která byla v 15. a 16. století přebudována a od doby druhé světové války slouží jako muzeum. Zatímco celé pobřeží Istrie se stalo součástí Benátské republiky, Pazin s okolím byl součástí Habsburské monarchie. 
Až do roku 1918 byl Pazin součástí Rakousko-Uherska, v roce 1918 se stal součástí Itálie. Na rozdíl od pobřežních měst, jakými jsou např. Poreč, Izola nebo Pula však Pazin jako vnitrozemské město měl větší podíl slovanského (chorvatského) obyvatelstva. 
Během druhé světové války v roce 1943, kdy Itálie kapitulovala, bylo město obsazeno istrijskými partyzány. Po skončení konfliktu byl Pazin spolu s celou Istrií připojen k Jugoslávii, resp. k Chorvatsku. I v současné době žije ve městě italská menšina.
Součástí nezávislého Chorvatska je město od roku 1991. Rozvíjena je turistika, do Pazinu byla zavedena dálnice, která spojuje město s přístavy Rijeka, Umag a Pula. 

## Významná místa
Velmi známá je zde také Pazinska jama, poprvé prozkoumaná v roce 1896 a dnes patří k turisty hojně navštěvovaným místům v celé Istrii. Jsou zde přímo ukázkové krasové útvary.

## Pazin v literatuře
Pazin je také znám z Verneovy knihy Nový hrabě Monte Cristo, kdy Matyáš Sandorf se Štěpánem Báthorym skočí z vězení Pazinského hradu do Pazinské jámy.